# Łago-Naki

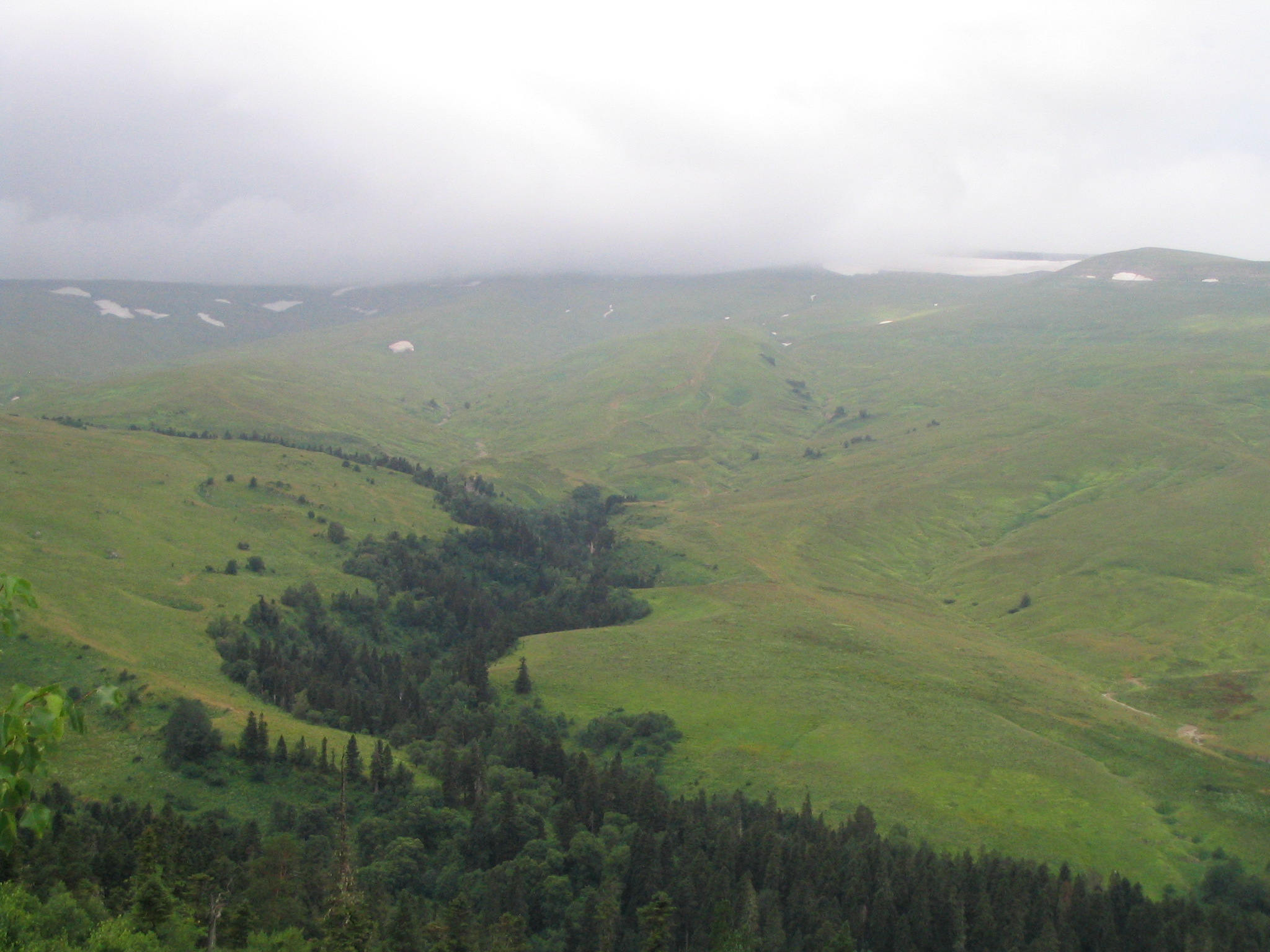
Płaskowyż Łago-Naiki z górą Abadzesz skrytą we mgle

Łago-Naki, Łagonaki (ros. Лаго-Наки, Лагонаки) – płaskowyż w Kaukazie Zachodnim, na wysokości do 2200 m n.p.m., znany z hal. Praktycznie całe terytorium płaskowyżu administracyjnie należy do rejonu majkopskiego Adygei, niewielkie części w północnej części płaskowyżu (w dolinie rzeki Kurdżips) oraz w zachodniej – do rejonu apszerońskiego Kraju Krasnodarskiego. Terytorium płaskowyżu, z wyjątkiem części położonych w rejonie apszerońskim, wchodzą w skład Rezerwatu Kaukaskiego. Płaskowyż został przekazany rezerwatowi zgodnie z postanowieniem rządu Republiki Adygei z 13 sierpnia 1992 nr 234 „O przekazaniu Kaukaskiemu Państwowemu Rezerwatowi Biosfery wysokogórskiego pastwiska Łagonaki”.
Jest położony między grzbietem Kamiennoje morie (Kamienne morze, na wschodzie) i górą Messo (na zachodzie). Na południowy zachodzie do płaskowyżu przylega górski Masyw Fiszt-Oszteński. Płaskowyż jest złożony z potężnych, płasko leżących jurajskich wapieni. Górne biegi rzek i małe strumienie drążą wapień, tworząc wąskie, głębokie kaniony ze stromymi ścianami do 10 m i więcej. Liczne kaniony i kamienne morza utrudniają ruch po płaskowyżu.

## Rzeki
Źródła rzek Kurdżyps i Cyce.

## Flora
Występują rododendron kaukaski, niskopienny jałowiec, jaskier, niezapominajka, kozłek, macierzanka, sosna, brzoza, bukszpan.

## Linki zewnętrzne

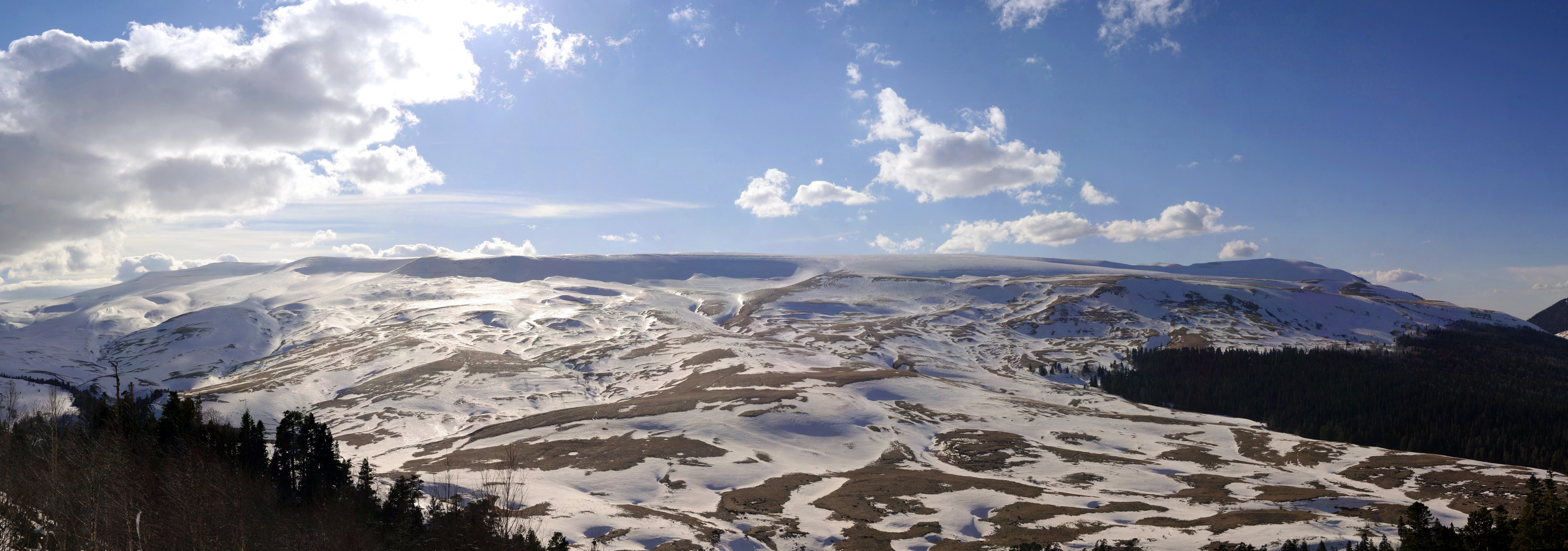
Panorama płaskowyżu zimą